# ذعرة
الذُعَرة (الاسم العلمي: Motacilla)، (بالإنجليزية: Wagtail)‏ وتعرف أيضًا بأبي فصادة، أم سكعكع، زيطة وزطزاطة، الفتاح ، أم عجلان ، القوبع، وهي أحد أشكال الجواثم صغيرة الحجم مع ذيل طويل يهز كثيرًا. وقد سميت بالذعرة لأنها تبدو خائفة. تعيش قرب الماء، قوتها الحشرات والهوام. تُدَثّن في صدوع وأوكاف الصخور وفلوج الحيطان وشقوق الأشجار. إناثها تحضن وحدها في نيسان من ٦ إلى ٨ بيضات ثم تحضن عن جديد في حزيران من ٤ إلى ٦ بيضات.

## الأنواع
| الذعرة             | الاسم العلمي              | الاسم الأنجليزي        |
| ------------------ | ------------------------- | ---------------------- |
| ذعرة بيضاء         | Motacilla alba            | White Wagtail          |
| ذعرة يابانية       | Motacilla grandis         | Japanese Wagtail       |
| ذعرة بيضاء الحاجب  | Motacilla maderaspatensis | White-browed Wagtail   |
| ذعرة أفريقية بفعاء | Motacilla aguimp          | African Pied Wagtail   |
| ذعرة ليمونية       | Motacilla citreola        | Citrine Wagtail        |
| ذعرة الربيع        | Motacilla flava           | Western Yellow Wagtail |
| ذعرة صفراء شرقية   | Motacilla tschutschensis  | Eastern Yellow Wagtail |
| ذعرة رمداء         | Motacilla cinerea         | Grey Wagtail           |
| ذعرة كيب           | Motacilla capensis        | Cape Wagtail           |
| ذعرة مدغشقر        | Motacilla flaviventris    | Madagascar Wagtail     |
| ذعرة الجبل         | Motacilla clara           | Mountain Wagtail       |
| ذعرة ميكونغ        | Motacilla samveasnae      | Mekong Wagtail         |

## أنواع
أنواع هذا الجنس:
- كود سباركل
- تحديث القائمة

ذعرة أفريقية بفعاء 
اسم علمي: Motacilla aguimp

ذعرة الجبل 
اسم علمي: Motacilla clara

ذعرة بيضاء 
اسم علمي: Motacilla alba

ذعرة بيضاء الحاجب 
اسم علمي: Motacilla maderaspatensis

ذعرة رمادية 
اسم علمي: Motacilla cinerea

ذعرة صفراء 
اسم علمي: Motacilla flava

ذعرة صفراء الرأس 
اسم علمي: Motacilla citreola

ذعرة صفراء شرقية 
اسم علمي: Motacilla tschutschensis

ذعرة كيب 
اسم علمي: Motacilla capensis

ذعرة مدغشقر 
اسم علمي: Motacilla flaviventris

ذعرة ميكونغ 
اسم علمي: Motacilla samveasnae

ذعرة يابانية 
اسم علمي: Motacilla grandis